# Limaformosa
Limaformosa – rodzaj węży z rodziny Lamprophiidae.

## Zasięg występowania
Rodzaj obejmuje gatunki występujące w Afryce (Mali, Senegal, Gwinea, Sierra Leone, Liberia, Wybrzeże Kości Słoniowej, Ghana, Burkina Faso, Togo, Benin, Niger, Nigeria, Kamerun, Republika Środkowoafrykańska, Gabon, Kongo, Demokratyczna Republika Konga, Sudan, Erytrea, Etiopia, Kenia, Somalia, Uganda, Rwanda, Burundi, Tanzania, Malawi, Mozambik, Zambia, Angola, Namibia, Botswana, Zimbabwe, Eswatini i Południowa Afryka). 

## Systematyka
Rodzaj zdefiniował w 2018 roku międzynarodowy zespół zoologów – Brytyjczyk Donald George Broadley, Południowoafrykańczycy Krystal A. Tolley, Werner Conradie, Sarah Wishart i Marius Burger, Francuz Jean-François Trape, Kongijczycy Chifundera Kusamba i Ange-Ghislain Zassi-Boulou i Amerykanin Eli Greenbaum – w artykule zatytułowanym Filogeneza i rewizja na poziomie rodzaju afrykańskich węży łuskowatych Gonionotophis Boulenger (Squamata: Lamprophiidae), opublikowanym w czasopiśmie „African Journal of Herpetology”. Gatunkiem typowym jest (oryginalne oznaczenie) L. capensis. Wcześniejsze nazwa – Heterolepis – którą ukuł w 1847 roku szkocki zoolog Andrew Smith okazała się młodszym homonimem rodzaju błonkoskrzydłych opisanego w 1834 roku.

### Etymologia
- Heterolepis: gr. ἑτερος heteros ‘różny, inny’[5]; λεπις lepis, λεπιδος lepidos ‘łuska, płytka’, od λεπω lepō ‘łuszczyć’[6]. Gatunek typowy (oznaczenie monotypowe): Heterolepis capensis Smith, 1847.
- Limaformosa: łac. lima ‘pilnik’; formosus ‘piękny’, od forma ‘piękno’[1].

### Podział systematyczny
Do rodzaju należą następujące gatunki:
- Limaformosa capensis (Smith, 1847)
- Limaformosa chanleri (Stejneger, 1893)
- Limaformosa crossi (Boulenger, 1895)
- Limaformosa guirali (Mocquard, 1887)
- Limaformosa savorgnani (Mocquard, 1887)
- Limaformosa vernayi (Bogert, 1940)